# Soanierana Ivongo
Soanierana Ivongo  é uma cidade em Madagascar com 22.000 habitantes. Fica na região de Analanjirofo, e é sede do Distrito de Soanierana Ivongo.